# Okten
Okten betecknar kolväten med summaformeln C8H16 som innehåller en dubbelbindning och är alltså är alkener. Enligt IUPAC-nomenklatur betecknar okten föreningen med ogrenad kolkedja, det vill säga 8 kolatomer på raken.